# Фантастика Хорватії

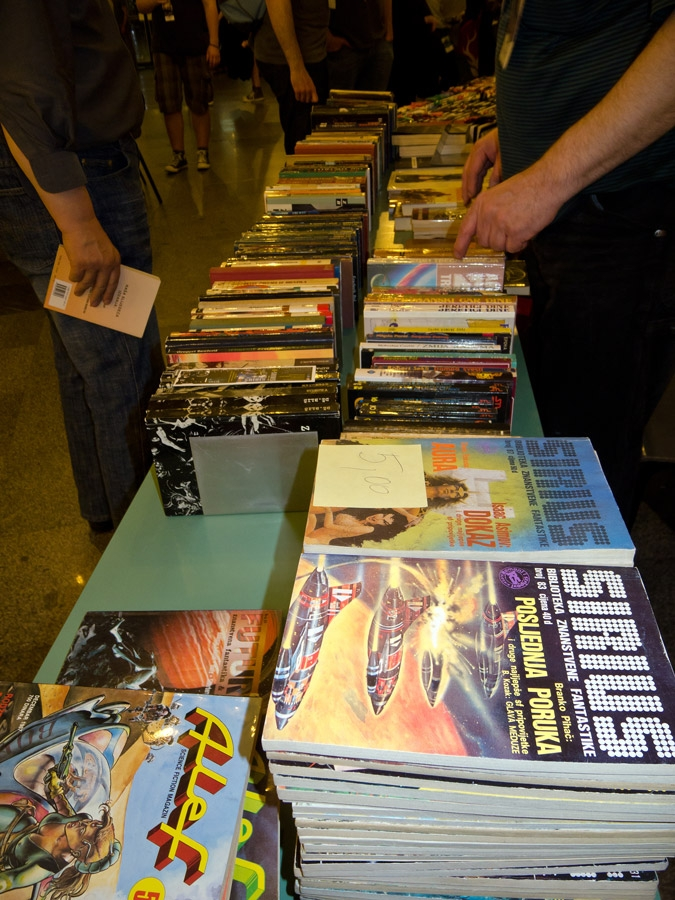
Науково-фантастичний журнал Sirius

Фантастика Хорватії (хорв. hrvatska fantastika) — друковані або екранізовані фантастичні твори письменників і письменниць Хорватії. У країні стрімко розвивається наукова фантастика, регулярно з'являються нові імена. Твори деяких авторів почали перекладати англійською мовою. Нові антології та нагороди вказують на здоров'я галузі, даючи надію, що місцева наукова фантастика розвиватиметься далі, а молоді автори, які вже залишають у ній свій слід, кінець кінцем будуть визнані у всьому світі.

## Історія
Наукова фантастика Хорватії має традицію, яка сягає кінця Першої світової війни. Скромно розвиваючись між двома світовими війнами та переживши перший злет на рубежі 50-х і 60-х років, вона почала досягати зрілості в 70-х роках із появою журналу Sirius і заснуванням перших клубів любителів наукової фантастики.
Хорватська наукова фантастика на етапі свого становлення (особливо після дев'яностих) мало чим відрізнялася від східноєвропейської фантастики, і її можна було порівняти з російською школою фантастики. На самому початку наукової фантастики в Хорватії письменники торкалися авантюрних та утопічних тем, але згодом їхня увага зосередилася більше на екзистенціальних та соціальних питаннях, особливо після падіння Берлінської муру та хорватської Вітчизняної війни у 90-х роках; як правило, тепер вони писали про життя «маленької людини», придавленої глобальними тенденціями капіталізму і несправедливості внаслідок раптової демократизації на державному рівні. Тільки нещодавно, після двадцяти п'яти років демократії та недекларативного народовладдя, хорватські романи почали нагадувати класику наукової фантастики та сучасні твори цього жанру, переважно американські, британські та ірландські. У міру з'єднання світу в одну глобальну мережу ставало все очевидніше, що хорватська наукова фантастика тематично не поступається останнім бестселерам жанру. Водночас нинішня наукова фантастика в Хорватії не може ігнорувати контекст часопростору, в якому вона була створена і з якого походить.
Першою науково-фантастичною книжкою, виданою хорватською мовою, був надрукований 1875 року переклад Жуля Верна «З Землі на Місяць» (фр. De la Terre à la Lune), за яким 1876 року вийшов у перекладі інший роман Верна  «Навколо світу за вісімдесят днів» (фр. Le tour du monde en quatre-vingts jours), після чого продовжили з'являтися подальші переклади Верна.
Першим власне хорватським науково-фантастичним твором, який з'явився у 1918—1919 роках, вважається роман Марії Юрич Загорки «Червоний океан» (хорв. Crveni ocean), який публікувався частинами. 1924 року світ побачив твір Мілана Шуфлая «На Тихому океані 2251 року» (хорв. На pacifiku godine 2251), який також виходив частинами.
1932 року з'явилася утопія Мато Ханжековича Gospodin čovjek («Людина зі становищем»). У 1930-х роках автор, відомий лише під псевдонімом Aldion Degal, опублікував твори Atomska raketa («Атомна ракета»), Zrake smrti («Промені смерті») та Smaragdni skarabej («Смарагдовий скарабей»). До початку Другої світової війни вийшли ще кілька творів, які можна вважати науково-фантастичними, найвидатнішим із яких є Majstor Omega osvaja svijet («Майстер Омега завойовує світ») Звонимира Фуртінгера та Станка Радовановича (1938).
Після Другої світової війни Фуртінгер, цього разу співпрацюючи з Младеном Б'яжичем, опублікував: Osvajač dva se ne javlja («Завойовник два не відповідає», 1959), Zagonetni stroj profesora Kružića («Загадкова машина професора Кружича», 1960) та Svemirska nevjesta («Наречена зі Всесвіту», 1960). Разом із цими романами у видавництві «Епоха Зора» з 1957 по 1962 рр. виходили різноманітні науково-фантастичні романи вітчизняних і зарубіжних авторів, а також культова антологія Od Lukijana do Lunjika: povijesni pregled i antologija naučno-fantastičke literature («Від Лукіана до Луніка: історичний огляд і антологія науково-фантастичної літератури», 1965) за редакцією Дарка Сувіна.
У середині 1970-х років у Югославії, невід'ємною частиною якої була тодішня Хорватія, побачили світ такі науково-фантастичні твори, як Brodolom kod Thule («Троща біля Тули», 1979) Предрага Раоса і Ur (1982) Хрвоє Хитреця. Видавництво з Белграда «Кентавр» публікувало різноманітні переклади науково-фантастичних творів всесвітньо відомих авторів, а також твори хорватських письменників, як-от Utov Dnevnik («Щоденник Ута») Бранка Белана (1982), «О» Даміра Микуличича (1982), Mnogo vike nizašto («Багато крику ні про що», 1985) і Null effort (1990) Предрага Раоса.
1976 року засновано журнал «Сіріус», де редакторами були Борис Юркович, Хрвоє Прчич і Миливой Пашичек. Його у Загребі видавав «В'єснік». Часопис мав виняткове значення для наукової фантастики Хорватії: він знайомив хорватських читачів із деякими з найкращих зарубіжних науково-фантастичних творів, а також друкував різноманітні схвалені критикою роботи вітчизняних авторів. У 1980 і 1984 роках «Сіріус» оголошували найкращим науково-фантастичним журналом Європи. Останнє число вийшло наприкінці 1989 року.
Хорватське кіно в цьому жанрі представлено стрічками Izbavitelj («Спаситель», 1976) режисера Крсто Папича (за мотивами оповідання Олександра Гріна «Щуролов»), яка здобула нагороду на кінофестивалі в Трієсті (Італія), та Posjetioci iz galaksije Arkana («Відвідувачі з галактики Аркана», 1980) режисера Душана Вукотича. Автори хорватських коміксів теж публікували твори на науково-фантастичну тематику. Від легендарного Андрії Мауровича до митців із групи «Новий квадрат» наукова фантастика у хорватських коміксах відігравала значну роль.
1976 року у Хорватії шанувальники фантастики почали організовуватися у клуби: того року Загребський клуб космонавтики і ракет створив секцію наукової фантастики, яка в 1977 році стала відомою під назвою «Сфера» і є найстарішою та найзначнішою групою любителів наукової фантастики, яка досі діє у Хорватії. Через кілька років у містах по всій Хорватії було засновано інші клуби. «Сфера» також є організатором найбільшого науково-фантастичного конвенту в Хорватії SFeraKon і видавцем найстарішого фензину Parsek (1977). 1986 року в Загребі відбувся Європейський конвент наукової фантастики (Єврокон).
Після здобуття Хорватією незалежності 1990 року науково-фантастична творчість пережила короткочасний застій, проте в 1992 році було засновано журнал «Футура», який редагували Влатко Юрич-Кокич, Крсто А. Мажуранич, Міхаела Веліна, Даворин Хорак і Мілена Беніні та який продовжив традицію, започатковану «Сіріусом». «Футура» перестав виходити 2007 року після 126 випусків.
Першим науково-фантастичним романом, який вийшов за роки незалежності, був Junak udaljene zvijezde («Герой із далекої зірки», 1993), який написав Франьо Юларич-Юларі. Науково-фантастичне середовище пожвавилося з появою першого щорічного збірника оповідань Sferakonska (1995) під редакцією Дарка Мацана, Даворина Хорака, Татьяни Ямбришак тощо, який виходить і дотепер. Sferakonska призначена лише для оповідань хорватських письменників. Серед її авторів — Татьяна Ямбришак, Денис Перичич, Зоран Влаович, Вікторія Фауст, Данило Брозович та інші.
У 1990-х роках вийшли романи Null effort (1990) і «Маєрлінг» (1997) Предрага Раоса та U anđeoskom liku zvijeri («Звірі в янгольській подобі», 1997) Вікторії Фауст. 1997 року засновано науково-фантастичний конвент RIKON, який і досі проводиться в місті Рієка, разом із премією «Артефакт», що присуджується за найкращі здобутки в галузі наукової фантастики в різних категоріях.
Початок 2000-х — дуже плідний період для хорватських шанувальників наукової фантастики: науково-фантастичний конвент Istrakon з місцем проведення в Істрії надихнув на створення в 2002 році журналу Istrakonska zbirka, який редагував Давор Шишович; він продовжив традицію зосереджувати свою увагу тільки на хорватських авторах, як-от Зоран Крушвар, Вероніка Санто, Маріо Росанда та інші. До романів, опублікованих на початку ХХІ століття, належать «Дух нового світу» Татьяни Ямбришак, «Техаський малюк (і деякі з моїх інших братів)» та «Шкіра оливкового кольору» (2000) Дарка Мацана, «Сліпі птахи» (2003) Александара Жиляка. Це заохотило вихід кількох значних романів за короткий проміжок часу: «Шабля» (2003) Івана Гаврана, «Я і Калісто» (2002) Деяна Шорака (2002), «Тамара» (2000) і «Смерть у римських руїнах» (2003) Живка Продановича. Першим у Хорватії романом у жанрі фентезі став «Скарб богів» (2001) Вані Спіріна.
У той самий період побачили світ і дві значні трилогії: «Астарот» (2001), «Держава Божа 2053 року» (2003) і «Чортове нутро» (2004) Іво Брешана та «Аратон 1» (2004), «Аратон 2» (2004) і «Аратон 3» (2004) Олівера Франича.
В наступні роки з'явилися «Найкращий у світі» (2004) Зорана Крушвара та «Дудар» (2004) Зорана Влаховича, «Єдиноріг і діва» (2005) Мілени Беніні, «Зоряні рифи» (2005) Крешимира Мішака та «Вся кров людства» (2005) Далибора Перковича, «Стрілець» (збірка 2006) і «Стрілець 2» (збірка 2007) Зорана Влаховича, «Гето» (2006) і Café Oxygen (2007) Веселина Гатала, «Виконавці Господнього замислу» (2007) Зорана Крушвара, «Політ Нансія Конратата» (2007) Предрага Раоса, «Поле битви Істрія» (2007) Данила Брозовича.
Цьому матеріалу присвячено дві антології оповідань, перекладені англійською мовою: «Антологія хорватських науково-фантастичних оповідань» (2005) за редакцією Жарка Миленича та «Ad Astra — Антологія хорватських науково-фантастичних оповідань» (2006) за редакцією Томислава Шакича й Александара Жиляка.
У серпні 2006 року у Пазині розпочався щорічний Фестиваль фантастичної літератури (FFK); він відповідає за щорічний збірник Zbirka FKK під редакцією Давора Шишовича, що складається з творів авторів з усього регіону колишньої Югославії. 2006 року також було засновано конвент Liburnikon.
2007 рік відзначився заснуванням найпрестижнішого науково-фантастичного журналу в Хорватії Ubiq, започаткованого Борисом Швелем, Александаром Жиляком і Томиславом Шакичем, який публікує регіональну прозу й поезію, а також жанрові есеї та критику. Значні есеї написали Зоран Кравар, Дарко Сувін, Борис Швел і Томислав Шакич. Журнал видається і нині.
Серед подальшого потоку книжкових публікацій можна виокремити «42 (прочитай і передай далі)» Дарка Мацана (2009), Cabrón Ірени Рашети (2009), «Ксавія» Даміра Хойки (2009), «Солярні коти» Вікторії Фауст (2009), «Криза» Марка Міхалинеця і Велимира Гргича (2010), «Божественна вовчиця» Александара Жиляка (2010), «Найбільша гра у Всесвіті та поза ним» Данієля Богдановича (2010). У 2010 році з'явився і єдиний хорватський науково-фантастичний фільм часів незалежності «Шоу має тривати», сценарист і режисер якого Невіо Марасович.
2011 року вийшло перше число «Сіріуса Б» під редакцією Даворина Хорака, який поставив за мету продовжити традиції «Сіріуса» і «Футури», публікуючи найвизначніші твори іноземних авторів і премійовані оповідання, а також твори вітчизняних авторів. У 2015 році вийшло двадцять номерів. Даворин Хорак почав також редагувати і видавати альманах «Титан» і альманах «Небула», які теж містять найзначнішу зарубіжну прозу та твори вітчизняних авторів.
Початок нового десятиліття вдихнув у хорватське науково-фантастичне середовище нове життя, в якому попри його невеликі розміри, дебютували деякі нові автори, зокрема Лука Бекаваць твором «Дренє» (2011) і Франьо Янеш твором Formula za kaos («Формула хаосу», 2011). 2012 року в Загребі відбувся «Єврокон», а у Славонському Броді — перший міжнародний науково-фантастичний конвент «Марсонікон», де також опублікували збірник оповідань Marsonic (2012 рік) за редакцією Леона Маглича, до якого долучилися автори з усієї колишньої Югославії. До 2015 року вийшло сім томів цієї серії антологій.
До недавніх науково-фантастичних книжок належать «Ірбіс» Александара Жиляка (2012), «Лікантропія» Саші Шебелича (2012), «Звіть її Земля» Івана Луца (2013), «Священниця Місяця» Мілени Беніні (2014), «Посейдонія» Александара Жиляка (2014), «Путівець» Івана Луца і Гордана Сундача (2014), «Коридор» Дарка Мацана (2014), «Білий поїзд на небі мого міста» Вероніки Санто (2014) і «Смертоносний Мізіон та інші оповідки» Вані Спіріна (збірка 2014 року). 
Відкинувши післявоєнні травми, Хорватія на літературному ринку починає співпрацювати із Сербією, зростає кількість авторів, опублікованих в обох країнах.